# یواس‌سی‌جی‌سی تمپا (۱۹۱۲)
یواس‌سی‌جی‌سی تمپا (۱۹۱۲) (به انگلیسی: USCGC Tampa (1912)) یک زیردریایی بود که طول آن ۱۹۰ فوت (۵۸ متر) بود. این زیردریایی در سال ۱۹۱۲ ساخته شد.